# 庫斯托扎戰役 (1848年)
庫斯托扎戰役發生於1848年7月24日及25日，是第一次義大利獨立戰爭的一部份，交戰雙方分別是約瑟夫·拉德茨基元帥率領的奧地利軍隊，以及薩丁尼亞國王卡洛·阿爾貝托指揮的部隊。

## 背景
1848年3月，米蘭發生了反抗奧地利統治的起義。卡洛·阿爾貝托支持米蘭的叛亂並向奧地利宣戰，同時威尼斯也宣布自奧地利獨立出去。奧地利元帥約瑟夫·拉德茨基將他的部隊從米蘭撤回了由四個要塞組成的四角防線：维罗纳、曼托瓦、佩斯基耶拉及莱尼亚戈。皮埃蒙特軍在短暫的圍城後攻占了佩斯基耶拉，但拉德茨基得到了後續的增援。

## 戰鬥過程
7月15日左右，皮埃蒙特軍在整個戰場上相當分散，北至里沃利南則到了龙科费拉罗。拉德茨基元帥於7月23日向皮埃蒙特第二軍團（由埃托雷·德·桑納茲將軍指揮）發起攻勢，迫使後者放棄先前佔領的佩斯基耶拉，並在7月24日另一波在明喬河成功的攻勢後，將皮埃蒙特的部隊一分為二。
皮軍高層反應緩慢且對來自北方的戰報游移不定，後來才決定由第一軍團（尤斯比歐·巴瓦將軍指揮）為主力，從史塔法羅村(Staffalo)一線向奧軍進攻。24日下午皮軍發動攻勢，成功將據守該處的奧軍一部逐退，然而這卻讓皮軍高層沾沾自喜且放鬆了警惕，同時也讓拉德茨基停止了向明喬河推進的行動，並將軍隊轉向這些敵軍。
25日，皮軍發起新的一攻勢，而第二軍團被下令從明喬河一線發動支援的進攻（然而德·桑納茲將軍拒絕執行至項命令，宣稱他的部隊過於勞累）。但預期中的攻勢很快就轉變成絕望的阻敵戰鬥。一整天下來，寡不敵眾的皮軍被兩個奧地利軍團攻勢所牽制，到了當天結束時整天戰線都被迫後撤，然而他們在且戰且走的過程中仍是有條不紊。

## 後續發展
對奧軍來說這並非大獲全勝（事實上奧軍在戰鬥中的損失比皮軍還高，且皮軍所有主要部隊仍團結一致並保有裝備），卡洛·阿爾貝托和他的將軍們雖士氣受挫但仍懷有希望。雖然最初他們嘗試反擊，但從明喬河撤走後的防線將會一路退到米蘭。經過一些城市外圍的小戰鬥後，雙方簽訂了停戰協定（最初訂為六周，爾後終止），而皮軍也撤回了薩丁尼亞王國的邊境內。
隔年他們嘗試重啟戰爭的行為，讓拉德茨基取得另一場勝利並有效終結了第一次義大利獨立戰爭，奧軍的元帥隨後也收復了那些發動叛亂的省分。

## 來源
- Pieri, Piero. . Torino: Giulio Einaudi. 1962.

45°22′44″N 10°47′45″E / 45.37889°N 10.79583°E